# 海東英和
海東 英和（かいとう ひでかず、1960年（昭和35年）1月24日 - ）は、日本の政治家。滋賀県議会議員（1期）。高島市長（初代）、新旭町長（第6代）、新旭町議会議員（2期）等を歴任した。

## 来歴
滋賀県出身。滋賀県立高島高等学校、龍谷大学経済学部卒業。1982年、大学を卒業し新旭町役場に就職。1991年、新旭町役場を退職。同年、新旭町議会議員選挙に出馬し、当選した。町議の傍ら、民間企業にも勤務していた。
1999年、新旭町長に当選し、2005年まで2期6年務めた。高島郡5町1村から構成される高島地域合併協議会の会長を務め、2005年1月1日に高島市が誕生。同年2月の高島市長選挙で初代市長に当選した。
2009年の高島市長選挙に再選を目指して出馬したが、健康福祉部長を務めた元高島市職員の西川喜代治に敗れ、落選した。同年、事業仕分けで評価者（仕分け人）を務めた。また2010年4月から2013年3月まで内閣府公益認定等委員会委員を務めた。
2015年4月、滋賀県議会議員選挙に高島市選挙区から無所属で出馬し、当選した。当選後、無所属で当選した3人の県議で会派「良知会」を結成した。2016年9月、海東は翌年の高島市長選に出馬を要請されたが、固辞。現職の福井正明の対立候補に前高島市議会議員を擁立して臨んだが、福井が大差で再選を果たした。